# Адольф Греф
Адольф Греф (нім. Adolf Graef; 22 квітня 1916, Фленсбург — ?) — німецький офіцер-підводник, капітан-лейтенант крігсмаріне.

## Біографія
3 квітня 1936 року вступив на флот. З вересня 1939 року — вахтовий офіцер на міноносці «Кобра». З жовтня 1939 року — 1-й вахтовий офіцер на ескортному кораблі F7. В квітні-травні 1940 року пройшов практику при командувачі з'єднань мінних тральщиків на Заході. З травня 1940 року — 1-й вахтовий офіцер в 3-й флотилії мінних тральщиків. В січні-вересні 1941 року пройшов курс підводника. З вересня 1941 року — 1-й вахтовий офіцер на підводному човні U-652. В травні-червні 1942 року пройшов курс командира човна. З 17 червня 1942 року — командир U-664, на якому здійснив 5 походив (разом 167 днів у морі). 9 серпня 1943 року U-664 був потоплений в Північній Атлантиці західніше Азорських островів (40°12′ пн. ш. 37°29′ зх. д.) глибинними бомбами двох бомбардувальників «Евенджер» та одного «Вайлдкет» з ескортного авіаносця ВМС США «Кард». 7 членів загинули екіпажу, 44 (включаючи Грефа) були врятовані і взяті в полон. 11 травня 1946 року звільнений.
Всього за час бойових дій потопив 3 кораблі загальною водотоннажністю 19 325 тонн.
| Дата           | Назва корабля  | Тип               | Тоннаж | Вантаж                | Екіпаж | Загинули | Країна  | Конвой  |
| -------------- | -------------- | ----------------- | ------ | --------------------- | ------ | -------- | ------- | ------- |
| 16 грудня 1942 | Emile Francqui | Торговий пароплав | 5,859  | 634 тонн припасів     | 87     | 46       | Бельгія | ON-153  |
| 21 лютого 1943 | H.H. Rogers    | Паровий танкер    | 8,807  | Баласт                | 73     | 0        | Панама  | ONS-167 |
| 21 лютого 1943 | Rosario        | Торговий пароплав | 4,659  | Баласт (пісок і шлак) | 63     | 33       | США     | ONS-167 |

## Звання
- Кандидат в офіцери (3 квітня 1936)
- Морський кадет (10 вересня 1936)
- Фенріх-цур-зее (1 травня 1937)
- Оберфенріх-цур-зее (1 липня 1938)
- Лейтенант-цур-зее (1 квітня 1939)
- Оберлейтенант-цур-зее (1 жовтня 1940)
- Капітан-лейтенант (1 жовтня 1943)